# Чеченський округ

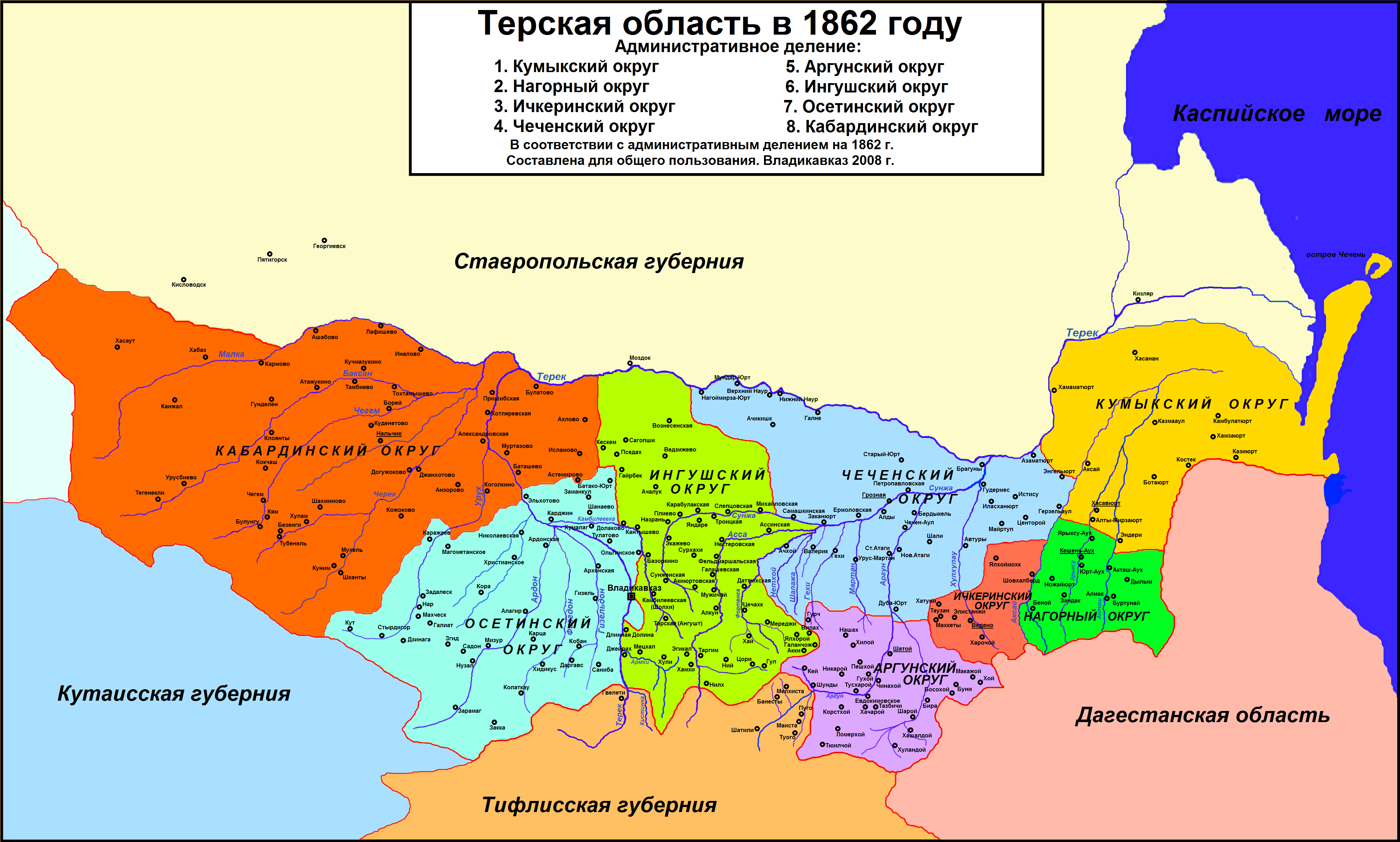

Чеченський округ — адміністративно-територіальна одиниця Терської області Російської імперії, що існувала у 1860—1888 роках.

## Географічне положення
Розташовувався в східній частині Північного Кавказу в районі середньої течії правобережжя Терека, басейнів нижньої течії річок Сунжа, Аргун, Хулхулау, Джалка а також повністю басейнів річок Нетхой, Гехі, Шалажа, Мартан, Білка охоплював .
Межі: на півночі по річці Терек зі Ставропольською губернією, на сході з Кумицьким та Нагірним округами, на заході з Інгуським округом, на півдні з Аргунським округом.

## Історія
Утворений у 1860 році. У 1860 році вся територія Північного Кавказу була поділена на Ставропольську губернію, Кубанську, Терську та Дагестанську області. Терська область складалася з 8 округів: Кабардинського, Осетинського, Інгуського, Аргунського, Чеченського, Ічкеринського, Нагірного та Кумицького.
Адміністративним центром Чеченського округу була фортеця Грозна.
У 1888 році Чеченський округ разом з Веденським та Аргунським округами був об'єднаний в один Грозненський округ.

## Населення
Основне населення округу складали чеченці. За даними на 1870 в окрузі проживало 71 997 осіб, або перше місце за чисельністю населення серед округів Терської області. Найбільшими населеними пунктами були Шалі, Урус-Мартан, Гехі.

## Адміністративний поділ
В адміністративному відношенні спочатку в 1862 округ ділився на 6 наїбств (ділянок).
- Урус-Мартанівське — центр аул Урус-Мартан. Населення на 1868 — 16 483 осіб[2].
- Ачхоєвське — центр аул Ачхой. Населення на 1868 рік — 4070 осіб.
- Автуринське — центр аул Автури-Цацинюрт. Населення на 1868 рік — 8621 особа.
- Качкаликовське — центр аул Ойсунгур. Населення на 1868 — 11 764 осіб.
- Надтерічне — центр аул Старий Юрт. Населення на 1868 — 12 831 осіб.
- Шалінське — центр аул Шалі. Населення на 1868 рік — 13 771 особа.